# Mount Daynes
Mount Daynes ist ein bis zu 936 m hoher Berg  im Grahamland auf der Antarktischen Halbinsel. An der Ostküste der Trinity-Halbinsel ragt er am südöstlichen Ende einer Landspitze zwischen dem Boydell- und dem Sjögren-Gletscher am Kopfende des Sjögren Inlet auf.
Das UK Antarctic Place-Names Committee benannte ihn 2017. Namensgeber ist der britische Unternehmer Roger Daynes (* 1942), der von 1971 bis 1973 als Meteorologe auf der Halley-Station tätig war und als Mitinhaber und Leiter eines Outdoorunternehmens den British Antarctic Survey ab 1988 mit Schlitten und Zelten ausgerüstet hatte.